# Великий Клінч
Великий Клінч (пол. Wielki Klincz) — село в Польщі, у гміні Косьцежина Косьцерського повіту Поморського воєводства.
Населення — 2131 особа (2011).

## Демографія
Демографічна структура станом на 31 березня 2011 року:
|          | Загалом | Допрацездатний вік | Працездатний вік | Постпрацездатний вік |
| -------- | ------- | ------------------ | ---------------- | -------------------- |
| Чоловіки | 1090    | 293                | 724              | 73                   |
| Жінки    | 1041    | 255                | 638              | 148                  |
| Разом    | 2131    | 548                | 1362             | 221                  |